# Ova kyrka
Ova kyrka är en kyrkobyggnad väster om Lundsbrunn i Skara stift. Den är församlingskyrka i Husaby församling.

## Kyrkobyggnaden
Ursprungliga kyrkan uppfördes troligen på 1100-talet. Av den medeltida stenkyrkan har långhuset i huvudsak bevarats. År 1668 reparerades kyrkan på Magnus Gabriel de la Gardies initiativ. 1722 förlängdes kyrkan åt väster och nuvarande tresidiga kor tillkom.
Kyrkans innertak är ett plant trätak, dekorerat med 1700-talsmålningar som föreställer skapelsen, syndafallet, utdrivandet ur paradiset, Kristus på korset och den yttersta domen. Målningarna i taket är utförda 1742 av Johan Liedholm, som tillhörde den yngre Läcköskolan.

## Inventarier
- Några välhuggna liljestenar, som tidigare låg i kyrkans golv, är uppställda i vapenhuset och fler stenar finns ute lutade mot kyrkans norra vägg.
- Dopfunten är från medeltiden. 1913 försågs funten med ny fot och placerades i koret.
- En polygonal predikstol är troligen tillverkad på 1660-talet av Nicolas Vallari.